# NGC 823
NGC 823 est une galaxie lenticulaire située dans la constellation du Fourneau. NGC 823 a été découverte par l'astronome britannique John Herschel en 1830. Cette galaxie a été redécouverte par l'astronome américain le 8 octobre 1896 et elle a été inscrite au catalogue IC sous la désignation IC 1782.

## Caractéristiques
Sa vitesse par rapport au fond diffus cosmologique est de 4 210 ± 28 km/s, ce qui correspond à une distance de Hubble de 62,1 ± 4,4 Mpc (∼203 millions d'al).